# Sucha Rzeczka (gromada)
Sucha Rzeczka – dawna gromada, czyli najmniejsza jednostka podziału terytorialnego Polskiej Rzeczypospolitej Ludowej w latach 1954–1972.
Gromady, z gromadzkimi radami narodowymi (GRN) jako organami władzy najniższego stopnia na wsi, funkcjonowały od reformy reorganizującej administrację wiejską przeprowadzonej jesienią 1954 do momentu ich zniesienia z dniem 1 stycznia 1973, tym samym wypierając organizację gminną w latach 1954–1972.
Gromadę Sucha Rzeczka z siedzibą GRN w Suchej Rzeczce utworzono – jako jedną z 8759 gromad – w powiecie augustowskim w woj. białostockim, na mocy uchwały nr 10/V WRN w Białymstoku z dnia 4 października 1954. W skład jednostki weszły obszary dotychczasowych gromad Sucha Rzeczka, Płaska, Gorczyca, Dalny Las, Serwy i Wojciech ze zniesionej gminy Szczebro Olszanka w tymże powiecie, oraz miejscowości Łośki os. leśna i Księży Mostek gaj. wraz z obszarem lasów państwowych N-ctwa Serwy o pow. 1038,40 ha ze zniesionej gminy Giby w powiecie suwalskim. Dla gromady ustalono 12 członków gromadzkiej rady narodowej.
Gromadę Sucha Rzeczka zniesiono 1 stycznia 1972, a jej obszar włączono do nowo utworzonej gromady Płaska, oprócz wsi Wojciech i Studzieniczna, włączonych do gromady Białobrzegi